# 柯西分布
柯西分布也叫作柯西-洛伦兹分布，它是以奥古斯丁·路易·柯西与亨德里克·洛伦兹名字命名的连续概率分布，其概率密度函数为
{\displaystyle f(x;x_{0},\gamma )={\frac {1}{\pi \gamma \left[1+\left({\frac {x-x_{0}}{\gamma }}\right)^{2}\right]}}\!}
{\displaystyle ={1 \over \pi }\left[{\gamma  \over (x-x_{0})^{2}+\gamma ^{2}}\right]\!}
其中 {\displaystyle x_{0}} 是定义分布峰值位置的位置参数，{\displaystyle \gamma } 是尺度参数，是半峰全宽/四分位距的一半。
作为概率分布，通常叫作柯西分布，物理学家也将之称为洛伦兹分布或者Breit-Wigner分布。在物理学中的重要性很大一部分归因于它是描述受迫共振的微分方程的解。在光谱学中，它描述了被共振或者其它机制加宽的谱线形状。在下面的部分将使用柯西分布这个统计学术语。
{\displaystyle x_{0}=0} 且 {\displaystyle \gamma =1} 的特例称为标准柯西分布，其概率密度函数为
{\displaystyle f(x;0,1)={\frac {1}{\pi (1+x^{2})}}.\!}

## 特性
其累积分布函数为：
{\displaystyle F(x;x_{0},\gamma )={\frac {1}{\pi }}\arctan \left({\frac {x-x_{0}}{\gamma }}\right)+{\frac {1}{2}}}
柯西分布的逆累积分布函数为
{\displaystyle F^{-1}(p;x_{0},\gamma )=x_{0}+\gamma \,\tan(\pi \,(p-{\frac {1}{2}})).\!}

Lorentzian function Imaginary part Maple complex 3D plot

Imaginary plot of Lorentzian function (Maple animation)

柯西分布的平均值、方差或者矩都没有定义，它的众数与中值有定义都等于 {\displaystyle x_{0}}。
取 {\displaystyle X} 表示柯西分布随机变量，柯西分布的特性函数表示为：
{\displaystyle \phi _{x}(t;x_{0},\gamma )=\mathrm {E} (e^{i\,X\,t})=\exp(i\,x_{0}\,t-\gamma \,|t|).\!}
如果 {\displaystyle U} 与 {\displaystyle V} 是期望值为 0、方差为 1 的两个独立正态分布随机变量的话，那么比值 {\displaystyle {\frac {U}{V}}} 为標準柯西分布。
標準柯西分佈是學生t-分佈自由度為1的特殊情況。
柯西分佈是穩定分佈：如果{\displaystyle X\sim {\textrm {Stable}}(1,0,\gamma ,\mu )}，則{\displaystyle X\sim {\textrm {Cauchy}}(\mu ,\gamma )}。
如果 {\displaystyle X_{1},\cdots ,X_{n}} 是分别符合柯西分布的相互独立同分布随机变量，那么算术平均数{\displaystyle {\frac {X_{1},\cdots ,X_{n}}{n}}} 有同样的柯西分布。为了证明这一点，我们来计算采样平均的特性函数：
{\displaystyle \phi _{\overline {X}}(t)=\mathrm {E} \left(e^{i\,{\overline {X}}\,t}\right)\,\!}
其中，{\displaystyle {\overline {X}}} 是采样平均值。这个例子表明不能舍弃中心极限定理中的有限变量假设。
洛仑兹线性分布更适合于那种比较扁、宽的曲线
高斯线性分布则适合较高、较窄的曲线
当然，如果是比较居中的情况，两者都可以。
很多情况下，采用的是两者各占一定比例的做法。如洛伦茨占60%，高斯占40%.

## 洛伦茨分布方程式
函数表达式为 {\displaystyle {\frac {{\frac {1}{2}}\Gamma }{x^{2}+({\frac {1}{2}}\Gamma )^{2}}}}，其中{\displaystyle \Gamma }為一個分布算符，詳見伽瑪分布。